# Turja (Ukraine)
Die Turja (ukrainisch Тур'я; slowakisch Turja; ungarisch Turia) ist ein Fluss in der Westukraine in der Oblast Transkarpatien im Einzugsgebiet der Theiß.
Der Fluss entsteht im Ort Turji Remety durch den Zusammenfluss der Flüsse Schipot (Шіпот) und Swir (Звір). Danach fließt er in westliche Richtung im Tal und mündet östlich der Stadt Peretschyn bei Simer in die Usch.
Der Name „Turja“ gibt auch mehreren Orten im Turja-Tal einen Namensteil.